# Tobias Reichmann
Tobias Reichmann, né le 27 mai 1988 à Berlin-Est, est un handballeur Allemand évoluant au poste d'Ailier droit.
Il est notamment champion d'Europe 2016 avec l'équipe nationale d'Allemagne.

## Palmarès

### En club
Compétitions internationales
- Ligue des champions (3) : 2010, 2012, 2016
- Super Globe (1) en 2011

Compétitions nationales
- Championnat d'Allemagne (2) : 2010, 2012 (avec THW Kiel)
- Coupe d'Allemagne (2): 2011, 2012 (avec THW Kiel)
- Supercoupe d'Allemagne (3) : 2010, 2011, 2012 (avec THW Kiel)
- Championnat de Pologne (1): 2015, 2016, 2017
- Coupe de Pologne (1): 2015, 2016, 2017

### En équipe nationale
Jeux olympiques
- Médaille de bronze aux Jeux olympiques de 2016 au Brésil

Championnats d'Europe
- Médaille d'or au Championnat d'Europe 2016 en Pologne
- 9e place au Championnat d'Europe 2018
- 5e place au Championnat d'Europe 2020
- 7e place au Championnat d'Europe 2022

Championnats du monde
- 5e place au Championnat du monde 2013
- 12e place au Championnat du monde 2021

### Distinctions individuelles
- élu meilleur ailier droit du Championnat d'Europe 2016 en Pologne

## Galerie

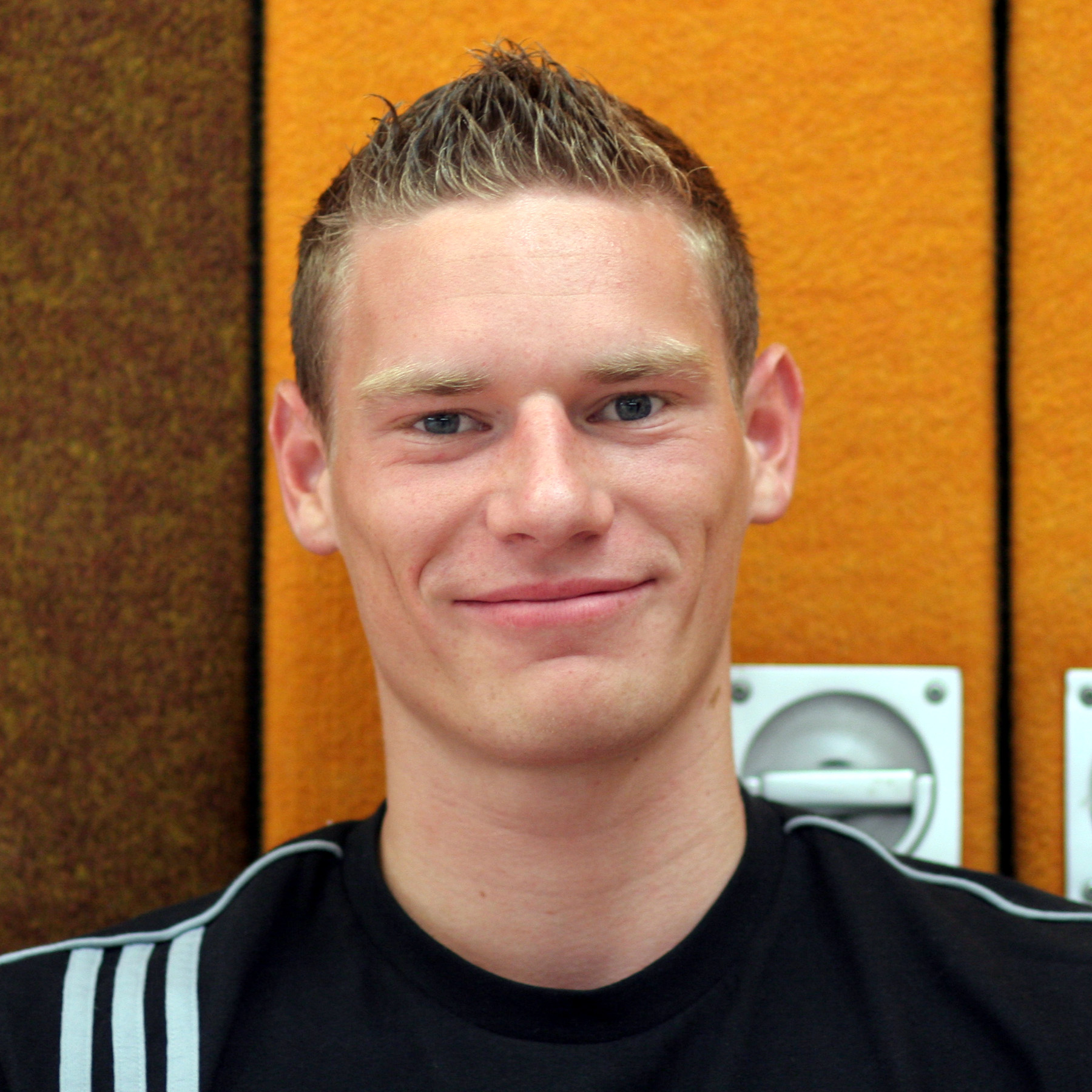
En 2010
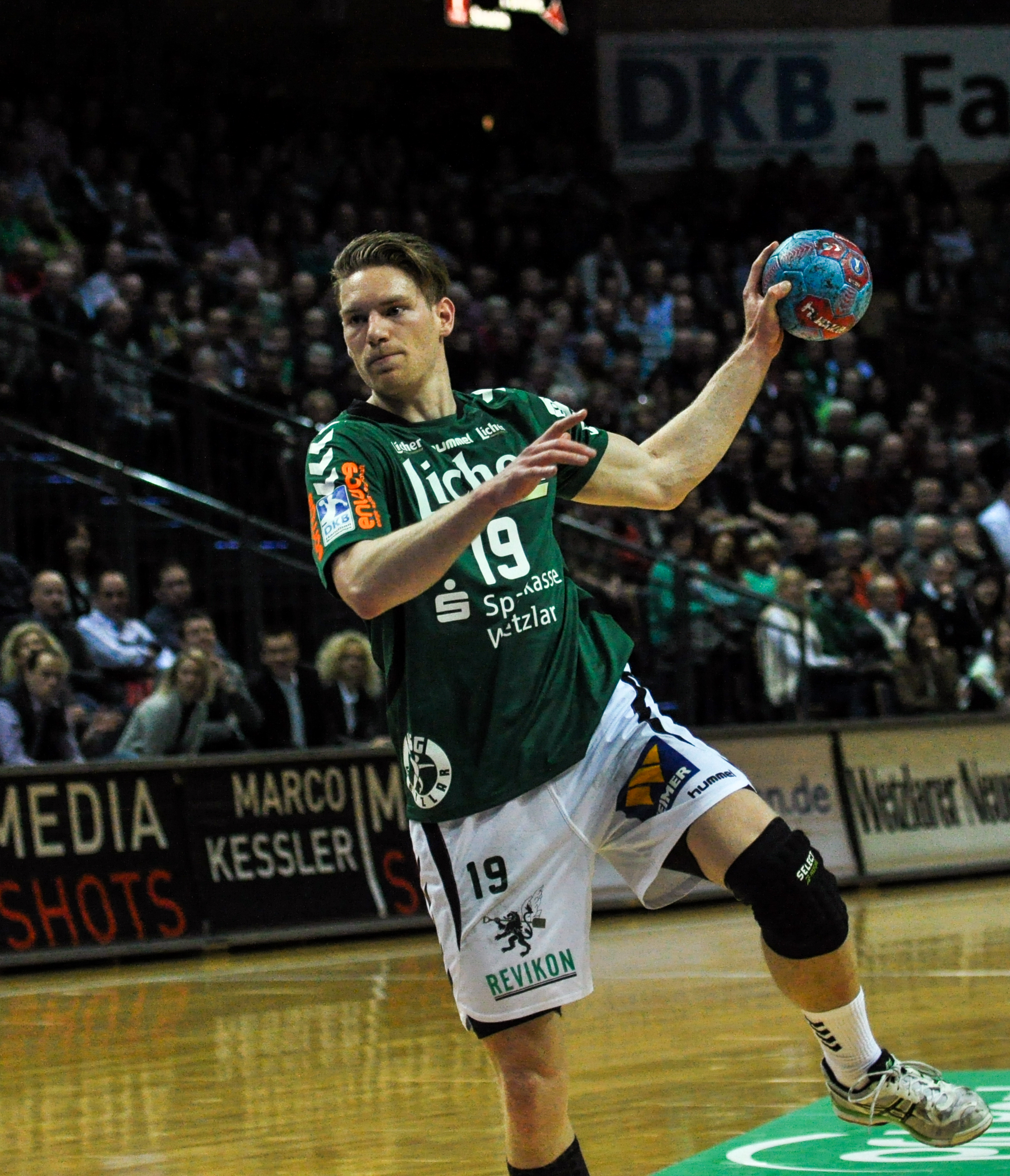
En 2014